# Sofía Arlette
Sofía Arlette Luna Cardona (Taxco de Alarcón, Guerrero, México, 20 de octubre de 2001) es una cantautora e intérprete mexicana de diversos géneros, principalmente el pop urbano.
Su abuelo paterno Francisco Luna Figueroa “Pancho Luna” poeta guerrerense, fue primo-hermano del Cantautor José Manuel Figueroa “Joan Sebastian”
Desde los seis a dieciséis se preparó vocalmente con maestros de renombre, así como estudió solfeo, canto avanzado, piano y guitarra.  A los doce años de edad compuso su primer sencillo con nombre " ".
Comenzó a componer en su ciudad natal, además de hacer presentaciones en fiestas, eventos y otros lugares públicos desde los 13 años.

## Biografía
Sofía nació el 20 de octubre de 2001, en Taxco de Alarcón, localidad ubicada en el estado mexicano de Guerrero.
Desde muy pequeña el interés por la música y el canto fue por lo que sus padres apoyaron su sueño de ser cantante.
Se preparó con Maestros de renombre con una gran travesía musical, como son: El maestro Juan Pablo Gonzáles Reyes, pianista profesional y compositor taxqueño, José Luis García Santana, pianista profesional, compositor, concertista y director de orquesta, Paloma Segarra, soprano hispano mexicana, cantante de ópera, teatro musical y actriz de doblaje con experiencia internacional en escenarios de Italia, España y México, Michel Ballesteros Von Wuthenau cantautor e instrumentalista, Ethan James Hagen, músico estadounidense, compositor, guitarrista fingerstyle, intérprete, creador de HagJam Music, Elizabeth Concepción Ozuna, solista profesional, compositora, violista, con estudios superiores de música en el Conservatorio Nacional de Santo Domingo, República Dominicana, entre otros. 
Desde los 13 años ha participado en múltiples festivales nacionales y presentaciones importantes como los son: El festival de Rafúl Krayem, LXXX edición de la Feria Nacional de la Plata, La feria de la Candelaria, Festival Ecológico Internacional de Puerto Rico, Estados Unidos y México, Festival Agave Fest, Festival Amor a lo Mexicano, y muchos más. Dentro de sus múltiples participaciones, ganó un show de talentos en primavera de 2018 en Cuernavaca, Morelos, México.
A sus 19 años de edad, le otorgaron un reconocimiento por su trayectoria musical y le otorgaron el título oficial de Promotora Cultural y Turística de Taxco de Alarcón, Guerrero, y actualmente es embajadora Honoraria de Promoción Turística.
Ha participado en diversas televisoras y radiodifusoras de gran importancia como Tv Azteca, Mar de Noticias Guerrero, ANews Acapulco, Radio y Televisión de Guerrero (RTG), ADN Cultura, Radio Desafío, Instituto Morelense de Televisión y Radio (IMTR), Soy Mujer Radiante Radio, entre otras.
Grabó una canción de su autoría en colaboración con Ismael Rodríguez, exvocalista de Los Ángeles Azules.
Tiene un EP de 4 canciones del género corridos tumbados y cuenta actualmente con 30 canciones en su autoría.

## Discografía
| Sencillo             | Año  | Sencillo           | Año  | EP | Año |
| -------------------- | ---- | ------------------ | ---- | -- | --- |
| Mamá                 | 2019 | Sábado             | 2020 |    |     |
| Papá                 | 2019 | Gratitud           | 2021 |    |     |
| El Paraíso del cielo | 2019 | Eternamente amor   | 2021 |    |     |
| Oye Papi             | 2019 | La playa           | 2021 |    |     |
| Sutil Travesura      | 2019 | Sábado Remix       | 2021 |    |     |
| Navidad con Flow     | 2019 | Dale, bésame       | 2021 |    |     |
| Range Rover          | 2022 | Vuelve a mí        | 2022 |    |     |
| La apuesta           | 2019 | Mi tierra mexicana | 2022 |    |     |
| Te quiero pa’ mí     | 2019 | Cuenta la leyenda  | 2022 |    |     |
| Es que tú            | 2020 | Una mirada         | 2023 |    |     |
| Así tú y yo          | 2020 | Atrevido           | 2023 |    |     |

| Sencillo     | Año  |
| ------------ | ---- |
| En tus ojos  | 2023 |
| Mil botellas | 2023 |
| Ya llegó     | 2023 |
| Yo soy así   | 2023 |